# Caribbean Cup 1997
De Caribbean Cup 1997 was de 9e editie van het internationale voetbaltoernooi voor de leden van de Caraïbische Voetbalunie (CFU). Het toernooi werd van 4 juli tot en met 13 juli 1997 gehouden in Antigua en Barbuda en Saint Kitts en Nevis. Trinidad en Tobago won in de finale door een van de thuislanden te verslaan, Saint Kitts en Nevis. Het werd in die finale 4–0. Trinidad en Tobago won deze titel voor de 4 keer op rij. Voordat het toernooi van start ging konden landen zich kwalificeren door een kwalificatietoernooi. Dat kwalificatietoernooi werd eerder in het jaar gehouden. De nummer 2 van dit toernooi om de Caribbean Cup zou uiteindelijk ook in een playoff spelen tegen de nummer 2 van Caribbean Cup 1996. De winnaar van die play-off mocht meedoen aan de CONCACAF Gold Cup 1998.

## Deelnemers
| Ronde                      | Landen | Aantal |
| -------------------------- | --- | ------ |
| Starten in de Kwalificatie | Groep 1 - Martinique - Saint Lucia - Saint Vincent en de Grenadines Groep 2 - Jamaica - Bermuda - Kaaimaneilanden - Puerto Rico Groep 3 - Frans-Guyana - Guyana - Grenada - Barbados Groep 4 - Dominica - Sint Maarten - Britse Maagdeneilanden - Anguilla Groep 5 - Aruba - Nederlandse Antillen - Dominicaanse Republiek - Haïti | 19     |
| Start in Groepsfase        | - Trinidad en Tobago (Titelhouder) - Antigua en Barbuda (Gastland) - Saint Kitts en Nevis (Gastland) | 3      |

## Kwalificatie
De kwalificatie in 2 rondes gespeeld. De winnaars van de groepen moesten tegen elkaar spelen in een tweede ronde, een play-off duel. Omdat er 5 groepen zijn hoefde 1 land geen tweede ronde te spelen.

### Groep 1
| Team                           | Gsp | W | G | V | DV | DT | DS | Ptn |
| ------------------------------ | --- | - | - | - | -- | -- | -- | --- |
| Martinique                     | 2   | 2 | 0 | 0 | 8  | 1  | +7 | 6   |
| Saint Lucia                    | 2   | 1 | 0 | 1 | 3  | 3  | 0  | 3   |
| Saint Vincent en de Grenadines | 2   | 0 | 0 | 2 | 3  | 10 | –7 | 0   |

|               |            |       |             |            |
| 12 maart 1997 | Martinique | 1 – 0 | Saint Lucia | Martinique |
| 12 maart 1997 |            |       |             | Martinique |

|               |             |       |                                |            |
| 14 maart 1997 | Saint Lucia | 3 – 2 | Saint Vincent en de Grenadines | Martinique |
| 14 maart 1997 |             |       |                                | Martinique |

|               |            |                   |                                |            |
| 16 maart 1997 | Martinique | 7 – 1             | Saint Vincent en de Grenadines | Martinique |
| 16 maart 1997 |            | Curtis Joseph 54' |                                | Martinique |

### Groep 2
Kaaimaneilanden en  Puerto Rico trokken zich terug.
|                  |                    |       |         |                                     |
| 21 februari 1997 | Jamaica            | 1 – 0 | Bermuda | National Stadium Kingston (Jamaica) |
| 21 februari 1997 | Andrew Williams 6' |       |         | National Stadium Kingston (Jamaica) |

|                  |                                                      |       |                                       |                                     |
| 27 februari 1997 | Jamaica                                              | 3 – 2 | Bermuda                               | National Stadium Kingston (Jamaica) |
| 27 februari 1997 | Linval Dixon 35' Stephen Malcolm 43' Dean Sewell 62' |       | Ascento Russell 51' Darron Simons 74' | National Stadium Kingston (Jamaica) |

### Groep 3
Eerste ronde
|                  |                 |       |              |                     |
| 19 februari 1997 | Guyana          | 2 – 0 | Frans-Guyana | Georgetown (Guyana) |
| 19 februari 1997 | Anthony Stanton |       |              | Georgetown (Guyana) |

|                  |              |       |                 |                     |
| 23 februari 1997 | Frans-Guyana | 2 – 2 | Guyana          | Georgetown (Guyana) |
| 23 februari 1997 | ?            |       | Anthony Stanton | Georgetown (Guyana) |

Tweede ronde
 Trinidad en Tobago deed eerst ook mee in deze poule maar plaatste zich uiteindelijk al automatisch omdat zij de winnaar was van het vorige toernooi. De wedstrijden die de overige landen in deze poule tegen Trinidad en Tobago zouden spelen werden daarom omgezet in vriendschappelijke wedstrijden. 
| Team     | Gsp | W | G | V | DV | DT | DS | Ptn |
| -------- | --- | - | - | - | -- | -- | -- | --- |
| Grenada  | 2   | 1 | 1 | 0 | 6  | 2  | +4 | 4   |
| Barbados | 2   | 1 | 1 | 0 | 3  | 1  | +2 | 4   |
| Guyana   | 2   | 0 | 0 | 2 | 1  | 7  | –6 | 0   |

|              |                 |       |            |                                   |
| 2 april 1997 | Barbados        | 1 – 1 | Grenada    | Port of Spain, Trinidad en Tobago |
| 2 april 1997 | Eric Lavine 22' |       | Joseph 89' | Port of Spain, Trinidad en Tobago |

|              |                                                                                   |       |             |                                   |
| 4 april 1997 | Grenada                                                                           | 5 – 1 | Guyana      | Port of Spain, Trinidad en Tobago |
| 4 april 1997 | Ricky Charles 19' Robert Celestine 51' Franklyn Drayton 61' Patrick Modeste 89' ? |       | Andre Trotz | Port of Spain, Trinidad en Tobago |

|              |        |                                     |          |                                   |
| 6 april 1997 | Guyana | 0 – 2                               | Barbados | Port of Spain, Trinidad en Tobago |
| 6 april 1997 |        | Eric Lavine 40' Jerry Alexander 52' |          | Port of Spain, Trinidad en Tobago |

### Groep 4
| Team                   | Gsp | W | G | V | DV | DT | DS  | Ptn |
| ---------------------- | --- | - | - | - | -- | -- | --- | --- |
| Dominica               | 3   | 3 | 0 | 0 | 12 | 1  | +11 | 9   |
| Sint Maarten           | 3   | 2 | 0 | 1 | 6  | 3  | +3  | 6   |
| Britse Maagdeneilanden | 3   | 1 | 0 | 2 | 7  | 10 | –3  | 3   |
| Anguilla               | 3   | 0 | 0 | 3 | 1  | 12 | –11 | 0   |

|              |              |       |          |                   |
| 2 april 1997 | Sint Maarten | 3 – 0 | Anguilla | Roseau (Dominica) |
| 2 april 1997 |              |       |          | Roseau (Dominica) |

|              |          |       |                        |                   |
| 2 april 1997 | Dominica | 6 – 1 | Britse Maagdeneilanden | Roseau (Dominica) |
| 2 april 1997 |          |       |                        | Roseau (Dominica) |

|              |                        |       |          |                   |
| 3 april 1997 | Britse Maagdeneilanden | 4 – 1 | Anguilla | Roseau (Dominica) |
| 3 april 1997 |                        |       |          | Roseau (Dominica) |

|              |          |       |              |                   |
| 4 april 1997 | Dominica | 1 – 0 | Sint Maarten | Roseau (Dominica) |
| 4 april 1997 |          |       |              | Roseau (Dominica) |

|              |              |       |                        |                   |
| 6 april 1997 | Sint Maarten | 3 – 2 | Britse Maagdeneilanden | Roseau (Dominica) |
| 6 april 1997 |              |       |                        | Roseau (Dominica) |

|              |          |       |          |                   |
| 6 april 1997 | Dominica | 5 – 0 | Anguilla | Roseau (Dominica) |
| 6 april 1997 |          |       |          | Roseau (Dominica) |

### Groep 5
Haïti en  Dominicaanse Republiek trokken zich terug.
|              |       |       |                      |       |
| 2 maart 1997 | Aruba | 2 – 1 | Nederlandse Antillen | Aruba |
| 2 maart 1997 |       |       |                      | Aruba |

Er werd geen return gespeeld.

### Play-offs
Omdat er 5 groepen zijn plaatste  Grenada zich automatisch voor het eindtoernooi. De overige 4 nummers 1 speelden een play-off om te bepalen wie er naar het hoofdtoernooi mochten. 
|               |          |       |            |          |
| 27 april 1997 | Dominica | 1 – 2 | Martinique | Dominica |
| 27 april 1997 |          |       |            | Dominica |

|            |            |       |          |            |
| 4 mei 1997 | Martinique | 7 – 0 | Dominica | Martinique |
| 4 mei 1997 |            |       |          | Martinique |

Martinique plaatst zich voor het hoofdtoernooi.
|            |       |                                          |         |       |
| 4 mei 1997 | Aruba | 0 – 6                                    | Jamaica | Aruba |
| 4 mei 1997 |       | Theodore Whitmore Paul Young Dean Sewell |         | Aruba |

Er werd geen return gespeeld, Jamaica plaatst zich voor het hoofdtoernooi.

## Gekwalificeerde landen
| Ploeg                | Kwalificatie  | Aantal deelnames | Beste prestatie |
| -------------------- | ------------- | ---------------- | --------------- |
| Trinidad en Tobago   | Kampioen      | 9                | Winnaar         |
| Antigua en Barbuda   | Gastland      | 3                | Groepsfase      |
| Saint Kitts en Nevis | Gastland      | 3                | Vierde          |
| Grenada              | nr. 1 Groep 3 | 3                | Tweede          |
| Martinique           | Play-off      | 7                | Winnaar         |
| Jamaica              | Play-off      | 6                | Winnaar         |

## Groepsfase

### Groep A
| Team               | Gsp | W | G | V | DV | DT | DS | Ptn |
| ------------------ | --- | - | - | - | -- | -- | -- | --- |
| Grenada            | 2   | 1 | 1 | 0 | 4  | 2  | +2 | 4   |
| Jamaica            | 2   | 1 | 1 | 0 | 3  | 1  | +2 | 4   |
| Antigua en Barbuda | 2   | 0 | 0 | 2 | 1  | 5  | –4 | 0   |

|             |                  |       |               |                                                             |
| 4 juli 1997 | Grenada          | 1 – 1 | Jamaica       | Antigua Recreation Ground Saint John's (Antigua en Barbuda) |
| 4 juli 1997 | Ricky Charles 6' |       | Paul Hall 85' | Antigua Recreation Ground Saint John's (Antigua en Barbuda) |

|             |                     |       |                        |                                                             |
| 6 juli 1997 | Antigua en Barbuda  | 1 – 3 | Grenada                | Antigua Recreation Ground Saint John's (Antigua en Barbuda) |
| 6 juli 1997 | Derrick Edwards 22' |       | Dinnha Patrick Modeste | Antigua Recreation Ground Saint John's (Antigua en Barbuda) |

|             |                    |                                           |         |                                                             |
| 8 juli 1997 | Antigua en Barbuda | 0 – 2                                     | Jamaica | Antigua Recreation Ground Saint John's (Antigua en Barbuda) |
| 8 juli 1997 |                    | Fitzroy Simpson 26' Theodore Whitmore 87' |         | Antigua Recreation Ground Saint John's (Antigua en Barbuda) |

### Groep B
| Team                 | Gsp | W | G | V | DV | DT | DS | Ptn |
| -------------------- | --- | - | - | - | -- | -- | -- | --- |
| Trinidad en Tobago   | 2   | 1 | 0 | 1 | 4  | 2  | +2 | 3   |
| Saint Kitts en Nevis | 2   | 1 | 0 | 1 | 2  | 3  | –1 | 3   |
| Martinique           | 2   | 1 | 0 | 1 | 2  | 3  | –1 | 3   |

|             |                          |       |                    |                                               |
| 4 juli 1997 | Martinique               | 2 – 1 | Trinidad en Tobago | Warner Park Basseterre (Saint Kitts en Nevis) |
| 4 juli 1997 | ? 17' pen Mondenstti 87' |       | David Nakhid 7'    | Warner Park Basseterre (Saint Kitts en Nevis) |

|             |            |       |                      |                                               |
| 6 juli 1997 | Martinique | 0 – 2 | Saint Kitts en Nevis | Warner Park Basseterre (Saint Kitts en Nevis) |
| 6 juli 1997 |            |       |                      | Warner Park Basseterre (Saint Kitts en Nevis) |

|             |                      |                                      |                    |                                                |
| 8 juli 1997 | Saint Kitts en Nevis | 0 – 3                                | Trinidad en Tobago | Warner Park Basseterre (Saint Kitts and Nevis) |
| 8 juli 1997 |                      | Jerren Nixon 6' 44' David Nakhid 26' |                    | Warner Park Basseterre (Saint Kitts and Nevis) |

## Knockoutfase
|  | halve finale                    | halve finale                    |   |                      | finale               | finale |
|  |                                 |                                 |   |                      |                      |        |
|  | 10 juli – St. John's            |                                 |   |                      |                      |        |
|  | Trinidad en Tobago              | 1 (4)                           |   |                      |                      |        |
|  | Jamaica                         | 1 (2)                           |   |                      |                      |        |
|  |                                 |                                 |   |                      |                      |        |
|  |                                 |                                 |   |                      | 13 juli – St. John's |        |
|  |                                 |                                 |   |                      | Trinidad en Tobago   | 4      |
|  |                                 | Saint Kitts en Nevis            | 0 |                      |                      |        |
|  |                                 |                                 |   |                      |                      |        |
|  |                                 |                                 |   |                      | derde plaats         |        |
|  | 10 juli – Saint Kitts and Nevis | 10 juli – Saint Kitts and Nevis |   | 13 juli – St. John's | 13 juli – St. John's |        |
|  | Saint Kitts en Nevis            | 2                               |   | Jamaica              | 4                    |        |
|  | Grenada                         | 1                               |   |                      | Grenada              | 1      |

### Halve finale
|              |                                       |                                  |                               |                                                             |
| 10 juli 1997 | Trinidad en Tobago Marvin Andrews 65' | 1 – 1 (n.v.) Strafschoppen 4 – 2 | Jamaica Theodore Whitmore 23' | Antigua Recreation Ground Saint John's (Antigua en Barbuda) |
| 10 juli 1997 |                                       |                                  |                               | Antigua Recreation Ground Saint John's (Antigua en Barbuda) |

|              |                                                  |              |                             |                      |
| 10 juli 1997 | Saint Kitts en Nevis Keith Gumbs 86' 107' (pen.) | 2 – 1 (n.v.) | Grenada Patrick Modeste 51' | Saint Kitts en Nevis |
| 10 juli 1997 |                                                  |              |                             | Saint Kitts en Nevis |

### Troostfinale
|              |                                                    |       |                    |                                                             |
| 13 juli 1997 | Jamaica                                            | 4 – 1 | Grenada            | Antigua Recreation Ground Saint John's (Antigua en Barbuda) |
| 13 juli 1997 | Paul Hall 5' 20' Ricardo Gardner 7' Paul Young 85' |       | Everette Watts 13' | Antigua Recreation Ground Saint John's (Antigua en Barbuda) |

### Finale
|              |                                                          |       |                      |                                                             |
| 13 juli 1997 | Trinidad en Tobago                                       | 4 – 0 | Saint Kitts en Nevis | Antigua Recreation Ground Saint John's (Antigua en Barbuda) |
| 13 juli 1997 | Jerren Nixon 2' Marvin Andrews 28' Peter Prospar 46' 65' |       |                      | Antigua Recreation Ground Saint John's (Antigua en Barbuda) |

| Kampioen Caribbean Cup 1997 |
| --------------------------- |
|                             |
| TRINIDAD EN TOBAGO 6e titel |

Trinidad en Tobago plaatst zich voor de CONCACAF Gold Cup 1998.
Jamaica kwalificeerde zich aanvankelijk niet, maar mocht toch deelnemen als vervanger van Canada.
Saint Kitts en Nevis speelt een play-off voor kwalificatie voor ditzelfde toernooi.